# Iridomyrmex vicinus
Iridomyrmex vicinus är en myrart som beskrevs av Clark 1934. Iridomyrmex vicinus ingår i släktet Iridomyrmex och familjen myror. Inga underarter finns listade i Catalogue of Life.